# دوايت إم. بولارد
دوايت إم. بولارد هو سياسي أمريكي، ولد في 4 فبراير 1977 في فيلادلفيا في الولايات المتحدة. نشط حزبياً في الحزب الديمقراطي. وقد انتخب عضو مجلس ولاية فلوريدا ‏ وانتخب عضو مجلس نواب فلوريدا ‏.